# جوچیوون
جوچیوون (به لاتین: Jochiwon) یک منطقهٔ مسکونی در کره جنوبی است.